# Gallerian
Gallerian est un centre commercial relié à un complexe immobilier situé dans le quartier de Norrmalm à Stockholm en Suède.

## Situation
Gallerian est situé dans le centre-ville de Stockholm. 
Son entrée principale est au 37, rue Hamngatan.
Gallerian est situé là où se trouvait la rue Norra Smedjegatan. 
Gallerian est délimité par Hamngatan, Regeringsgatan, Jakobsgatan et Malmtorgsgatan - Brunkebergstorg. 
Le complexe mesure environ 260 mètres de long et couvre quatre anciens îlots urbains. 
Le centre commercial est relié, par la station de métro Sergelgången, au grand magasin NK de l'autre côté de Hamngatan.

Gallerian
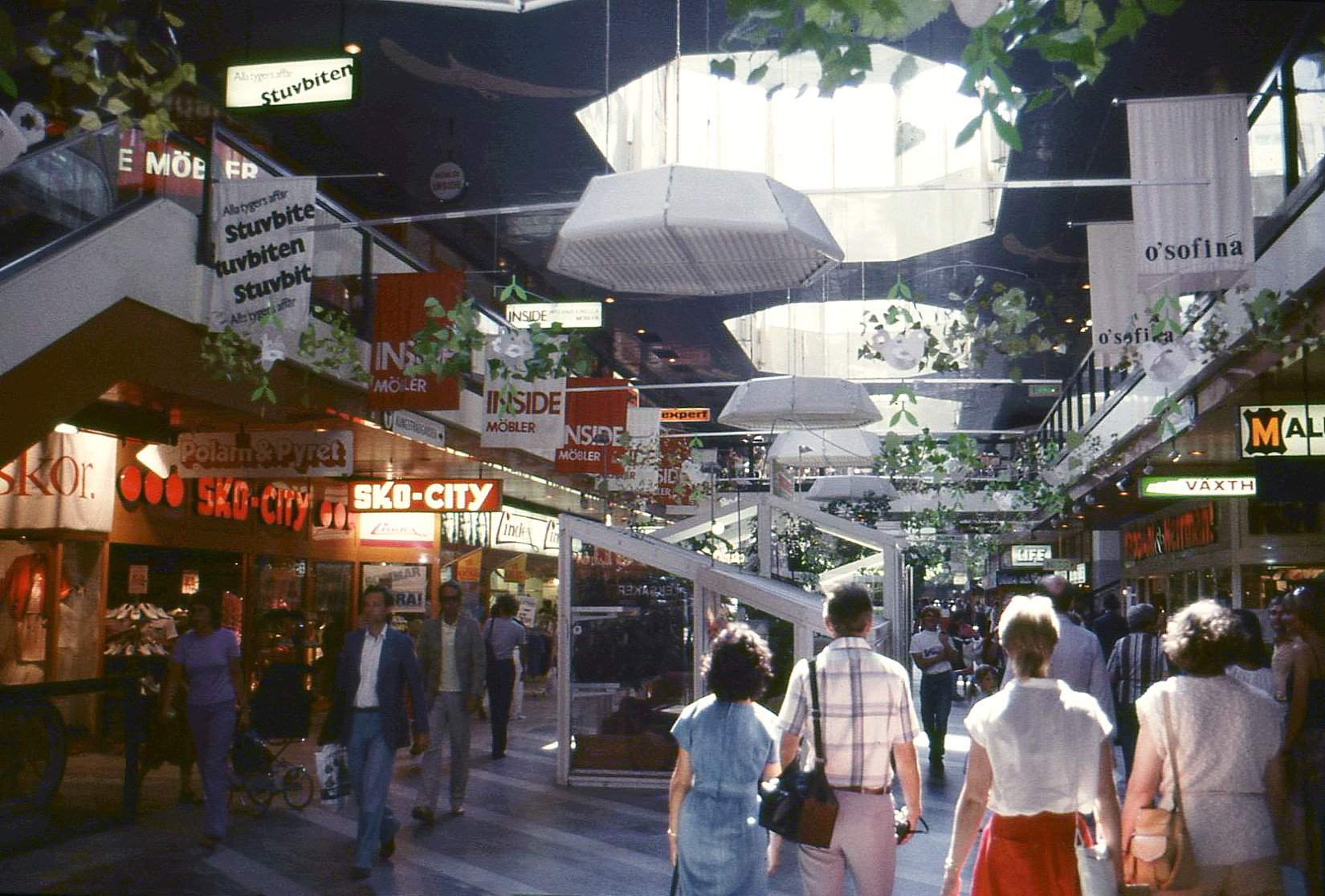
Gallerian en 1978.
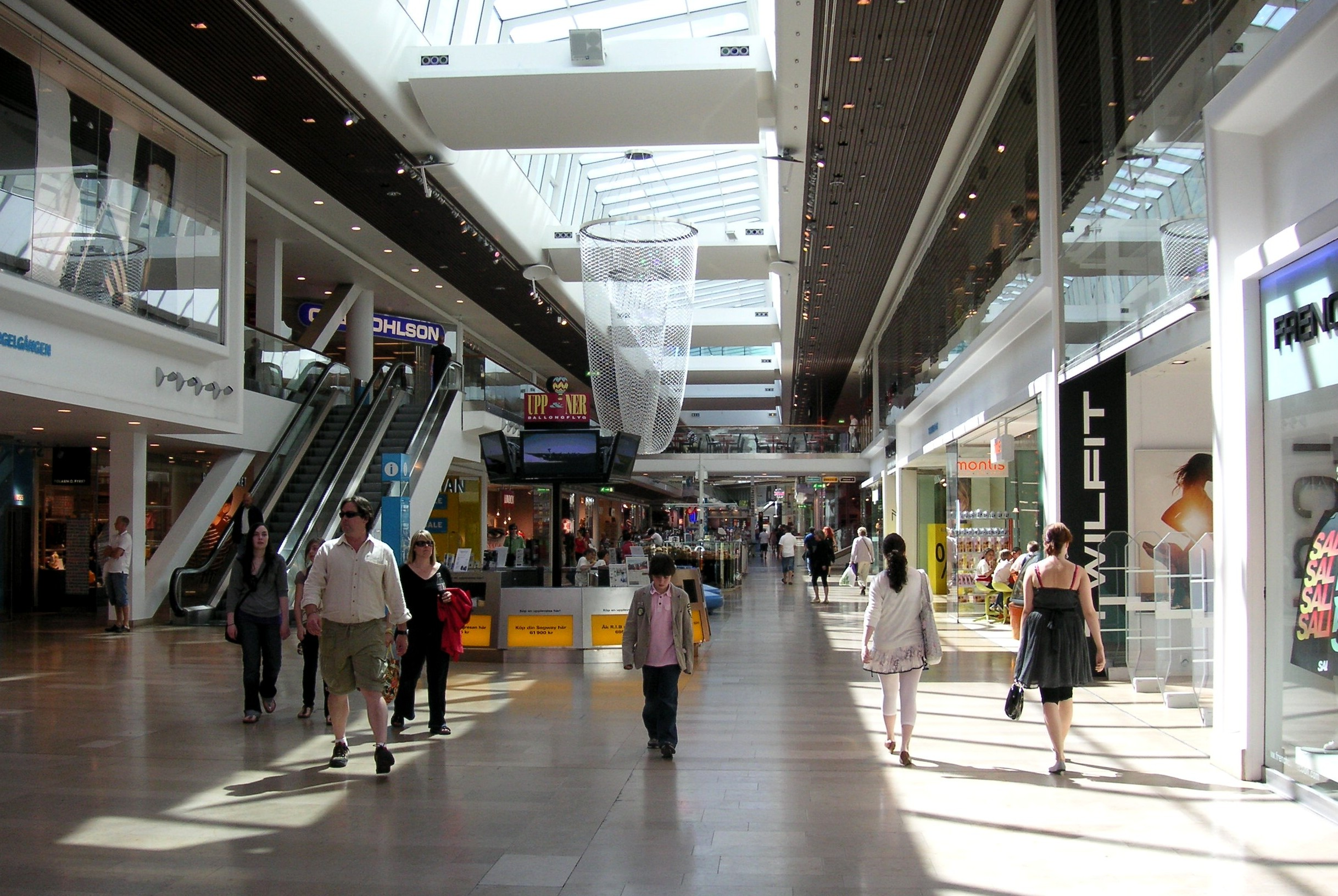
Gallerian en juin 2008.
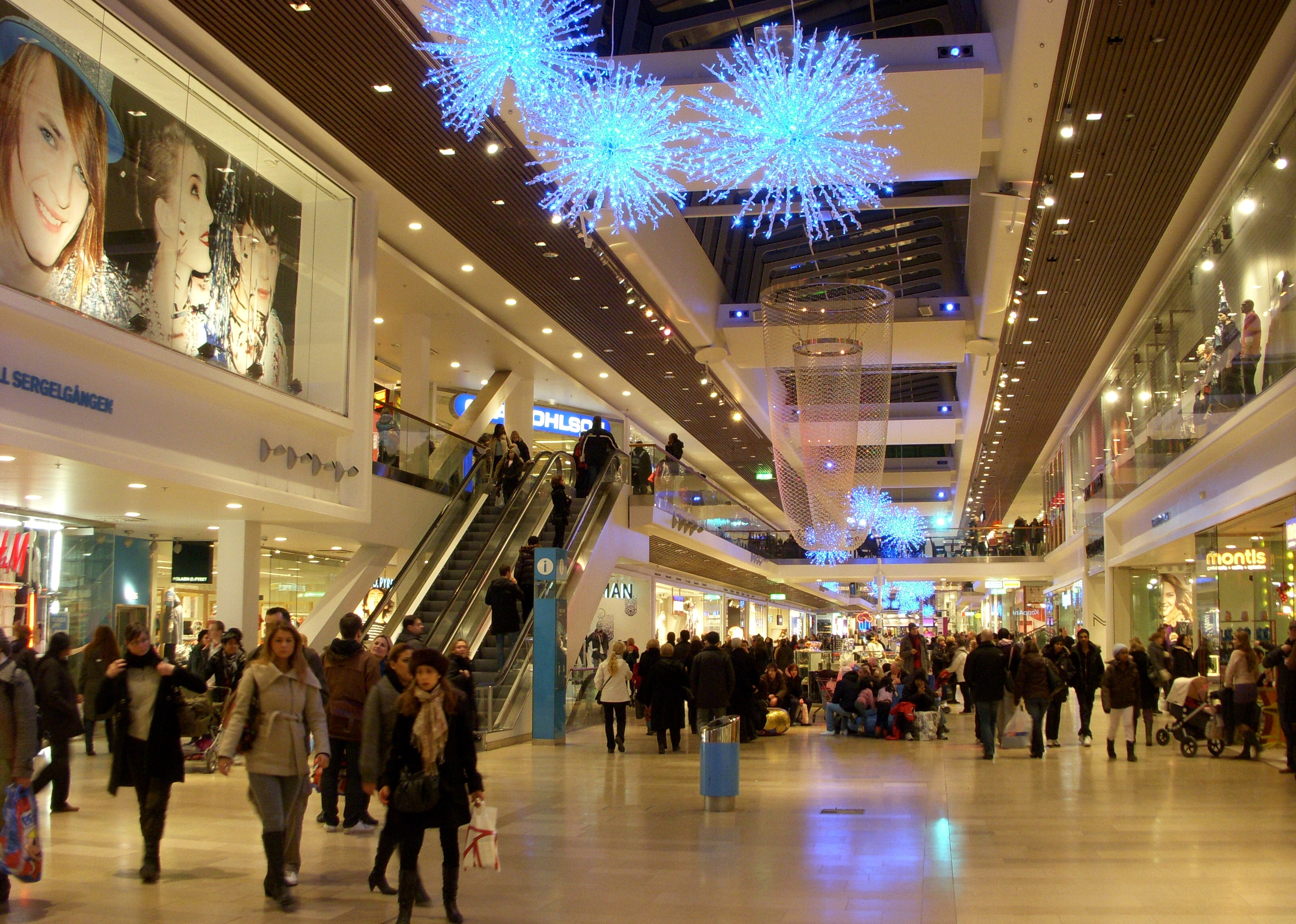
Gallerian en 2008.
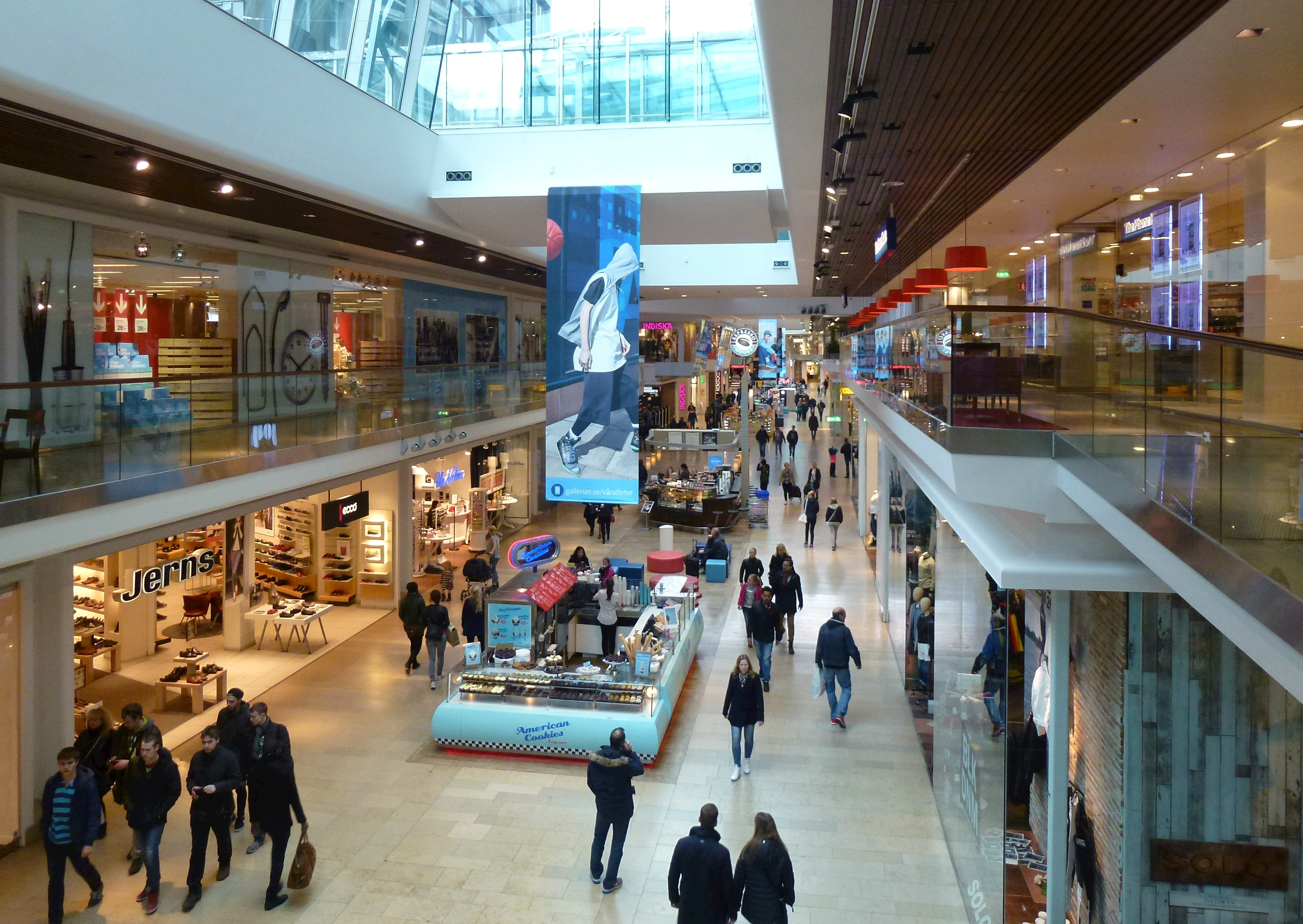
Gallerian en 2014.
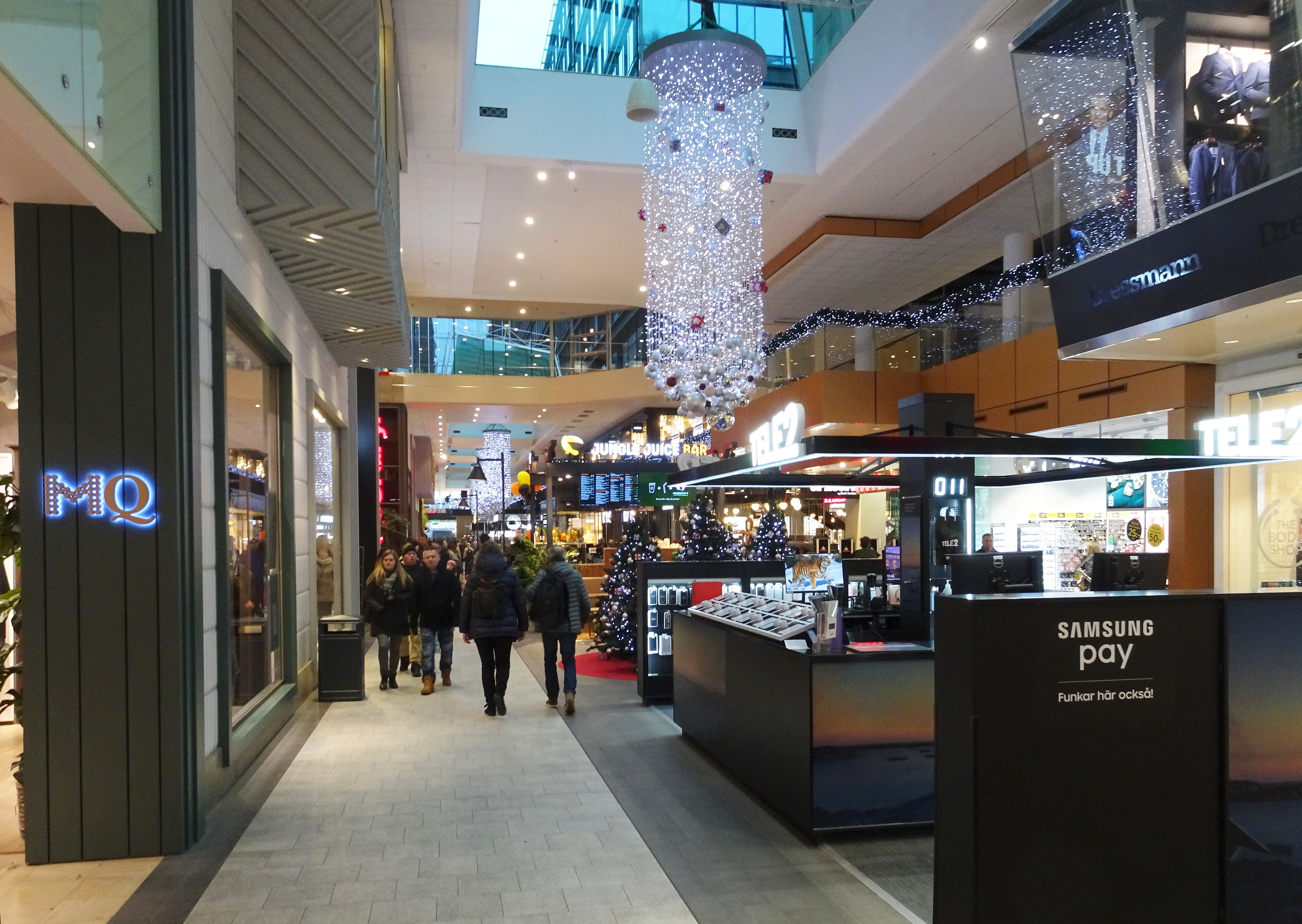
Gallerian en 2019.

Le complexe immobilier Gallerian comprend la galerie elle-même et se compose aussi de cinq immeubles de bureaux dans l'îlot de Trollhättan qui appartiennent au propriétaire foncier AMF fastigheter et sont commercialisées sous le nom d'Urban Escape Stockholm.
L'ensemble a été rénové en 2017, les bâtiments autour de la place Brunkebergstorg ont été ouverts vers la place, 
Les terrases sur les toits ont été transformées en une oasis verte de 3 450 m2 abritant un restaurant et un bar sur le toit avec de belles vues sur Stockholm.
- Immeuble C: Trollhättan 29, Malmskillnadsgatan 32
- Immeuble D: Trollhättan 30, Regeringsgatan 25–29
- Immeuble E: Trollhättan 31, Regeringsgatan 13–21
- Immeuble F: Trollhättan 32, Malmskillnadsgatan 6
- Immeuble G: Trollhättan 33, Brunkebergstorg 4–10

Bâtiments de Gallerian
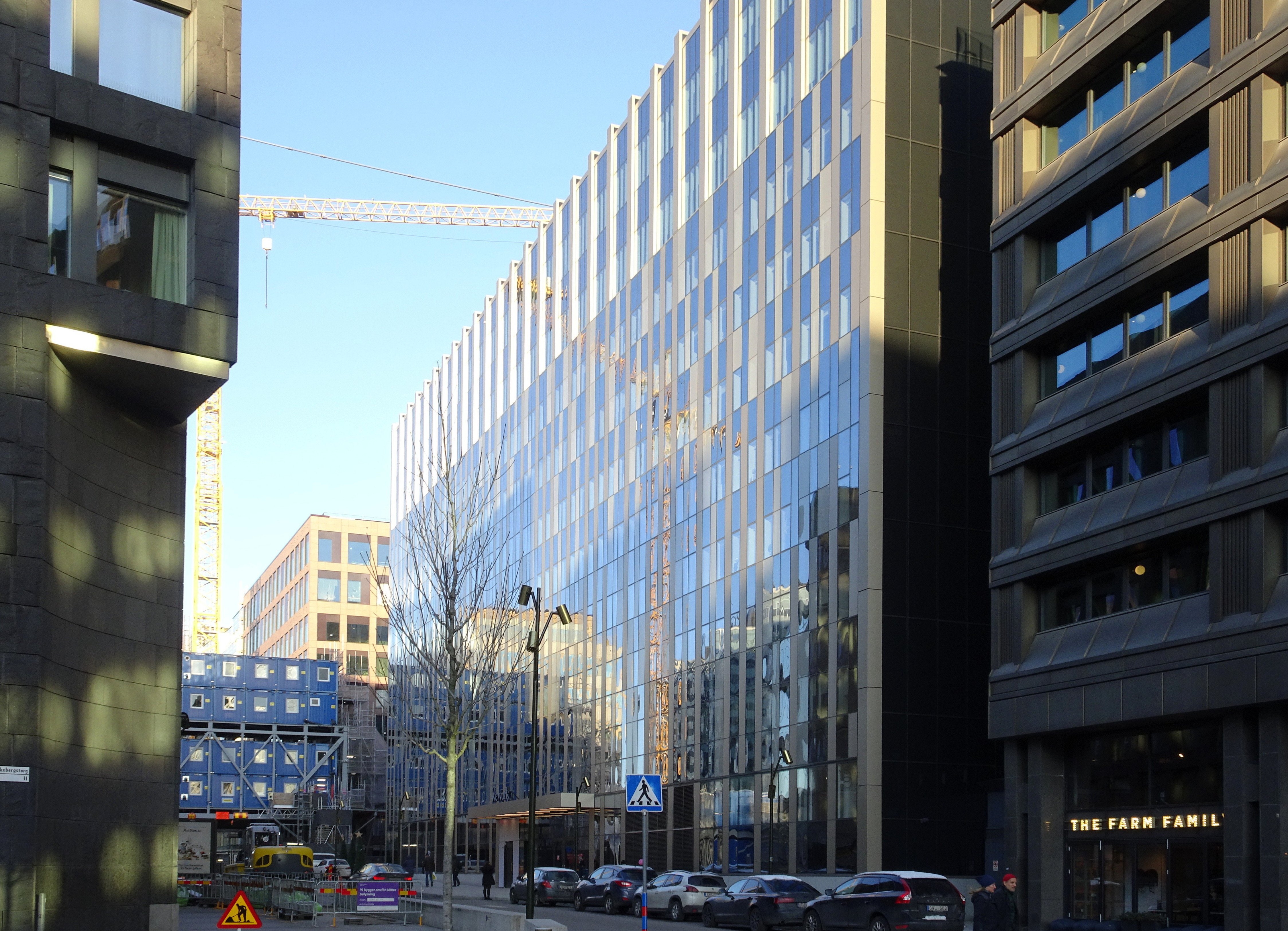
Trollhättan 29
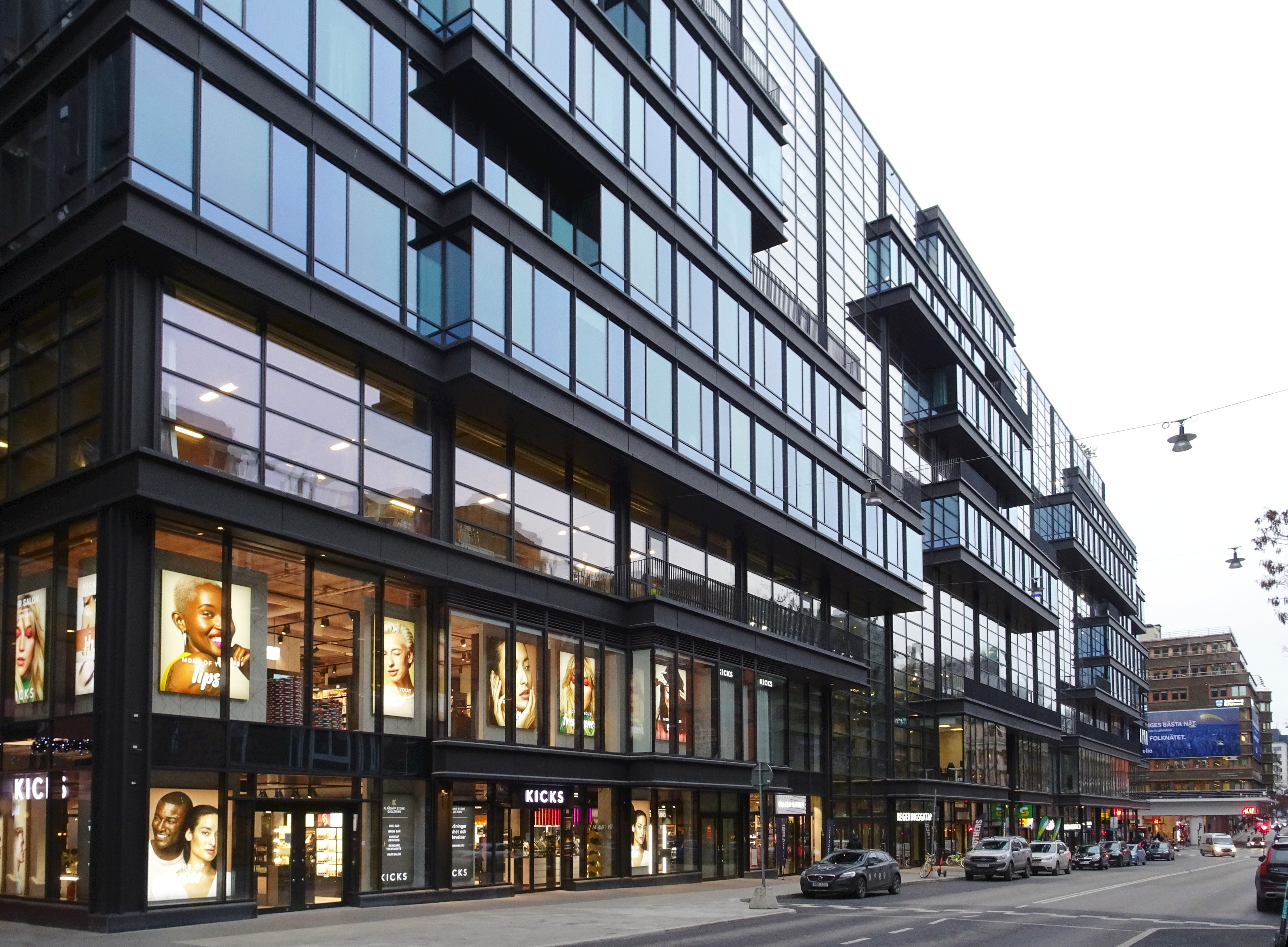
Trollhättan 30
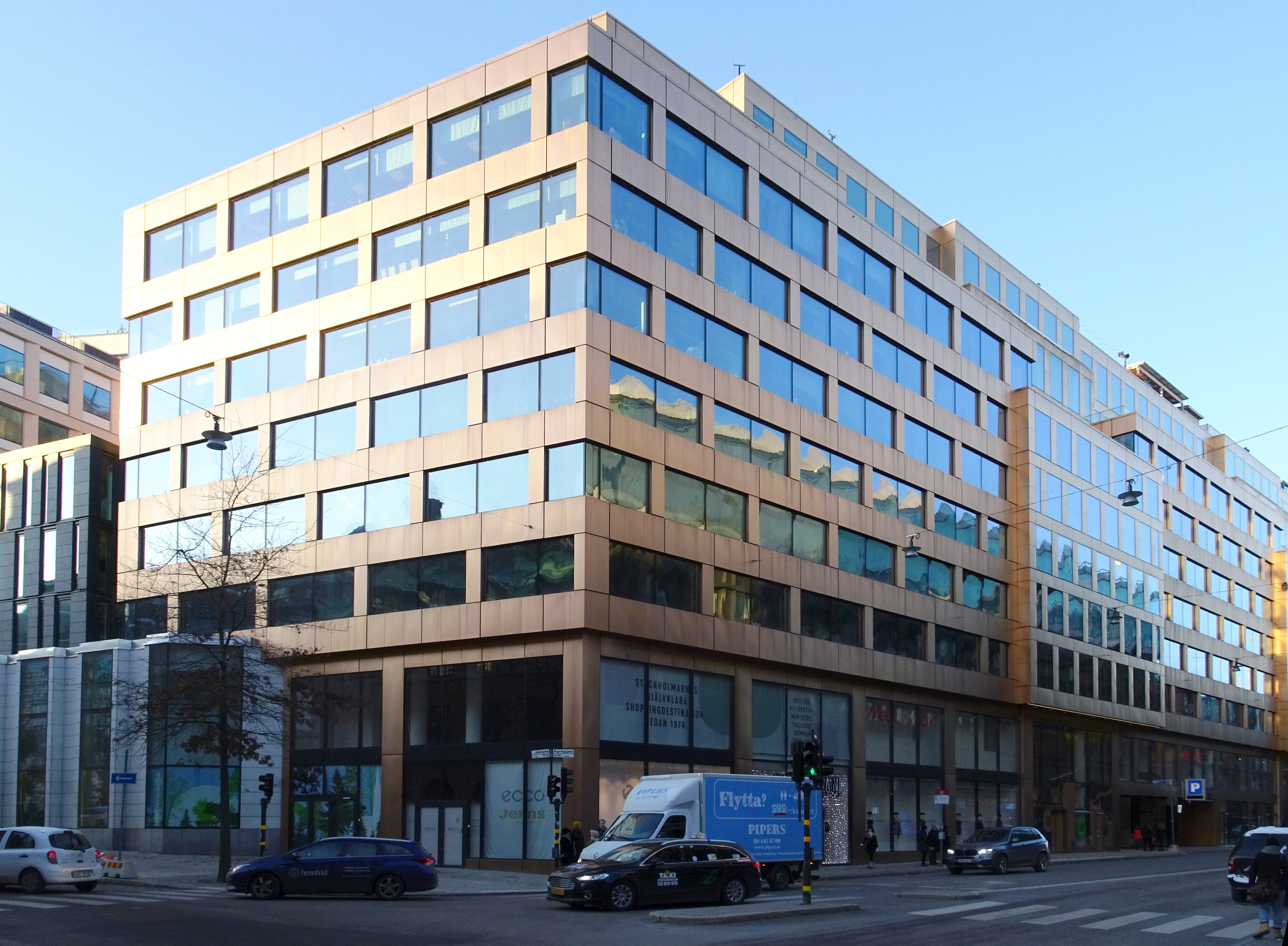
Trollhättan 31
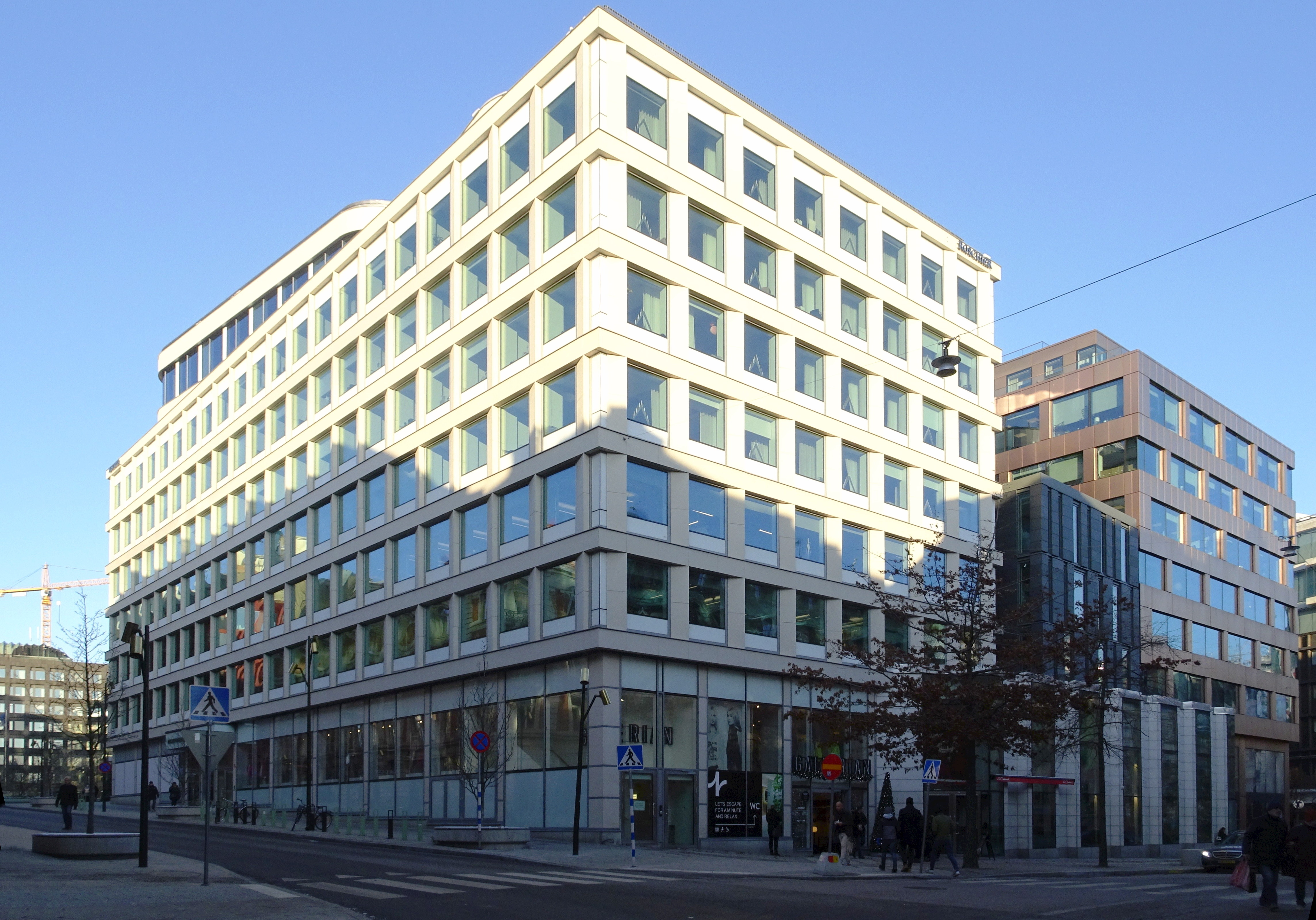
Trollhättan 32
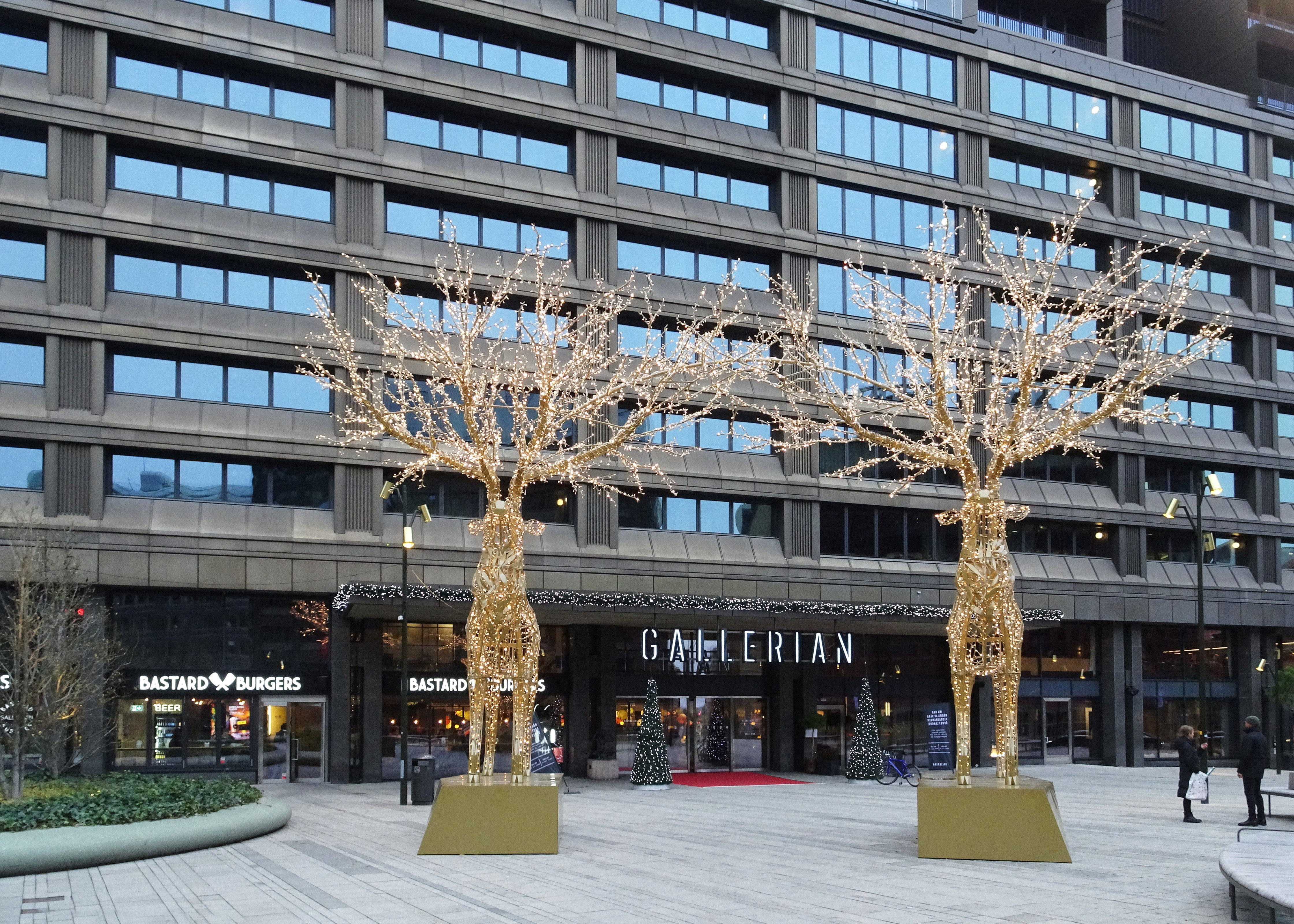
Trollhättan 33

## Transports en commun
La station de métro Kungsträdgården, desservie par les lignes T10 et T11 du métro de Stockholm, a une entrée à l'extrémité sud de Galleria et T-Centralen est accessible à pied. 
Plusieurs lignes de bus s'arrêtent à proximité immédiate du Gallerian, notamment à Kungsträdgården et à Gustav Adolfs torg.